# Ornithoctona laticornis
Ornithoctona laticornis är en tvåvingeart som först beskrevs av Macquart 1835.  Ornithoctona laticornis ingår i släktet Ornithoctona och familjen lusflugor. Inga underarter finns listade i Catalogue of Life.